# Setepenra
Setepenra (Akhetaton, ca. 1343 a.C. – Akhetaton, ca. 1339/1338 a.C.) è stata una principessa della XVIII dinastia egizia, sesta e ultima figlia del faraone Akhenaton e della regina Nefertiti.

## Biografia
Le notizie storiche che la riguardano sono veramente scarse e si riferiscono solo al nome e all'immagine riprodotta sulle tombe di Akhet-Aton ove ella nacque intorno al 9º anno di regno del padre, data a noi nota poiché fra i resti del Palazzo Reale di Amarna è stata rinvenuta una rappresentazione della famiglia reale al completo, datata appunto al 9º anno di regno, con Setepenra neonata sulle ginocchia della madre Nefertiti. La piccola Setepenra morì nel 13º o 14º anno di regno del padre, epoca in cui una grave epidemia colpì l'Egitto. Da tale periodo molti nobili - tra cui la Grande Sposa Reale Nefertiti, la regina madre Tiye, la principessa Neferneferura - scompaiono dalle fonti, verosimilmente vittime della malattia. Sulle pareti della terza camera delle tombe reali di Amarna sussiste una celebre rappresentazione del compianto funebre della famiglia reale sulla morte della principessa Maketaton, deceduta forse per la medesima epidemia o di parto: le principesse Neferneferura e Setepenra sono mancanti, forse già morte.
Da notare che, a differenza delle sorelle Merytaton, Maketaton, Neferneferuaton Tasherit e Ankhesenamon, sia lei sia Neferneferure non hanno nel nome Itn ovvero Aton ma quello di Ra.